# KaOS (オペレーティングシステム)
KaOSは、KDEデスクトップ環境の最新バージョンを搭載したデスクトップLinuxディストリビューションで、KDEの他にもLibreOfficeオフィススイートや、ツールキットにQtを利用する有名アプリケーションソフトウェアが搭載されている。

## 歴史
KaOSの最初のバージョンである、"KdeOS" が2013年にリリースされた。ディストリビューション名とデスクトップ環境のKDEとの混同を防ぐため、同年9月に "KaOS" へと改名された。

## 特徴
KaOSはISOイメージにより配布されるが、サポートは64ビットx86プロセッサ版のみである。
最適なツールやアプリケーションの評価と選択に注力するため、KaOSはデスクトップローリングリリースであり、さらにデスクトップ環境にはKDE Plasma 6、ツールキットにはQt、アーキテクチャにはx86-64とそれぞれを具体的に絞った上で、一からKaOSをビルドしている。。

### アプリケーション
The default applications include:
- Arcアーカイバ
- Calamaresオペレーティングシステムインストーラー
- Croesoアピアランス・パッケージコントローラ
- Dolphinファイルマネージャ
- Elisa音楽プレーヤー
- Falkonウェブブラウザ
- Gwenview画像ビューア
- Harunaビデオプレーヤー
- K3b CD/DVDバーナー
- Kamoso Webカメラ
- Kateテキストエディタ
- KDE Partition Manager（英語版）
- Konsole端末エミュレータ
- Kwriteテキストエディタ
- LibreOfficeオフィススイート
- mpvメディアプレーヤー
- Octopiソフトウェアマネージャ
- Okular PDFビューア
- Quassel IRCクライアント
- SimpleScreenRecorder（英語版）スクリーンビデオレコーダー
- Spectacleスクリーンショットユーティリティ
- Vimテキストエディタ

## 反響
2016年にPhoronixは、「全体的に、全体として、ニッチなディストリビューションであることに非常に満足した。KaOSはインストールしやすく開発最先端のKDE Plasma 5スタックが素早く動作する。全体として、KaOSと過ごした時間は楽しく心地良いものだった」と記した。
2017年にFossMintは、KaOSを「モダンで、オープンソースで、素晴らしく設計された、QTとKDEに焦点を当てたLinuxディストロだ。これはデフォルトのデスクトップ環境としてKDE Plasmaを搭載したローリングリリースで、Pacmanをパッケージマネージャとし、GitHubに3グループ構造のリポジトリが存在する」そして「KaOSがローリングリリースである事実は、Ubuntuのように、別の『メジャーバージョン』へクリーンインストールすべきかどうかを考えるような、将来の更新について心配する必要がないことを意味している」と記した。
2014年にHectic GeekはKaOSをレビューし、ディストリビューションはそれほど速いわけではないが、必要なアプリケーションは全て入っていると記した。
DistroWatchでJesse SmithはKaOS 2014.04をレビューし、KaOSの機能は良く動いていると述べた。
Robert RijkhoffはDistroWatch WeeklyでKaOS 2017.09をレビューし、「KaOSは少し異なることをしようとしているようだ」と記した。
ZDNetはKaOS 2014.06の体験レビューをし、以下のように記した：
KaOSは、万人向けの汎用Linuxディストリビューションや、Linuxについて全くの初心者向けとしてとても簡単なディストリビューションであることを意図されたものでないし、求められてもいない。だが信頼でき、KDE固有に注意深く焦点を当てた64ビットシステム用のディストリビューションに興味を持ったのなら、KaOSはとても興味深い選択肢であると私は考える。
DedoimedoはKaOS 2014.12をレビューした：
KaOS 2014.12は非常に洗練された、非常に美しい製品であるが、この世で最も洗練されたオペレーティングシステムというわけではない。確かにユーザーが欲しいものや必要なものが全て提供されているため、親しみやすさとアクセシビリティの点では大手ディストリビューションに匹敵はしているが、そこまで到達するのに多少の汗を流さねばならない。印刷・インストールエラー・ソフトウェアの利用可否、これらは全て、KaOSが親しまれて良く勧められるファミリーネームとなるよりも先に対処しなければならない潜在的に重大な障害である。
2016年にJack WallenはLinux.comでKaOS についての意見を表明し、そのディストリビューションは素晴らしいと述べた。